# Station Blackpool North
Blackpool North is een spoorwegstation van National Rail in Blackpool, Blackpool in Engeland. Het station is eigendom van Network Rail en wordt beheerd door Northern Rail. 
Het station is de terminus van een dubbelsporige, geëlektrificeerde lijn tussen Preston en Blackpool, die in het station Preston aansluiting geeft op de West Coast Main Line. Vanuit Blackpool zijn er niet alleen rechtstreekse verbindingen met Manchester, Manchester Airport, Liverpool en Leeds, Avanti West Coast biedt een rechtstreekse verbinding met London Euston.
Sinds 12 juni 2024 wordt het station ook bediend door de Blackpool Tramway wat ruimere overstapmogelijkheden biedt aan de reiziger met een lokale eindbestemming.

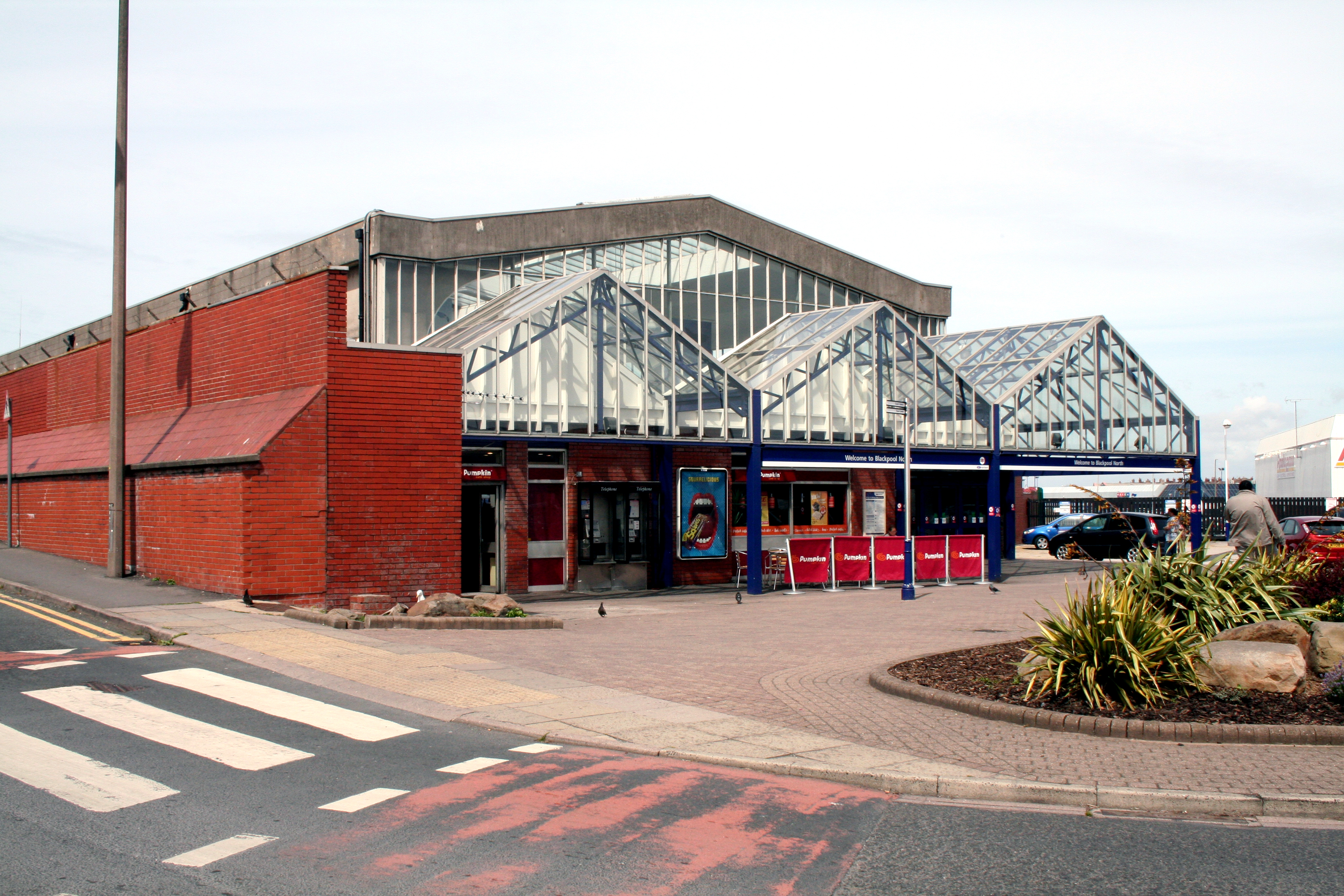
Exterieur
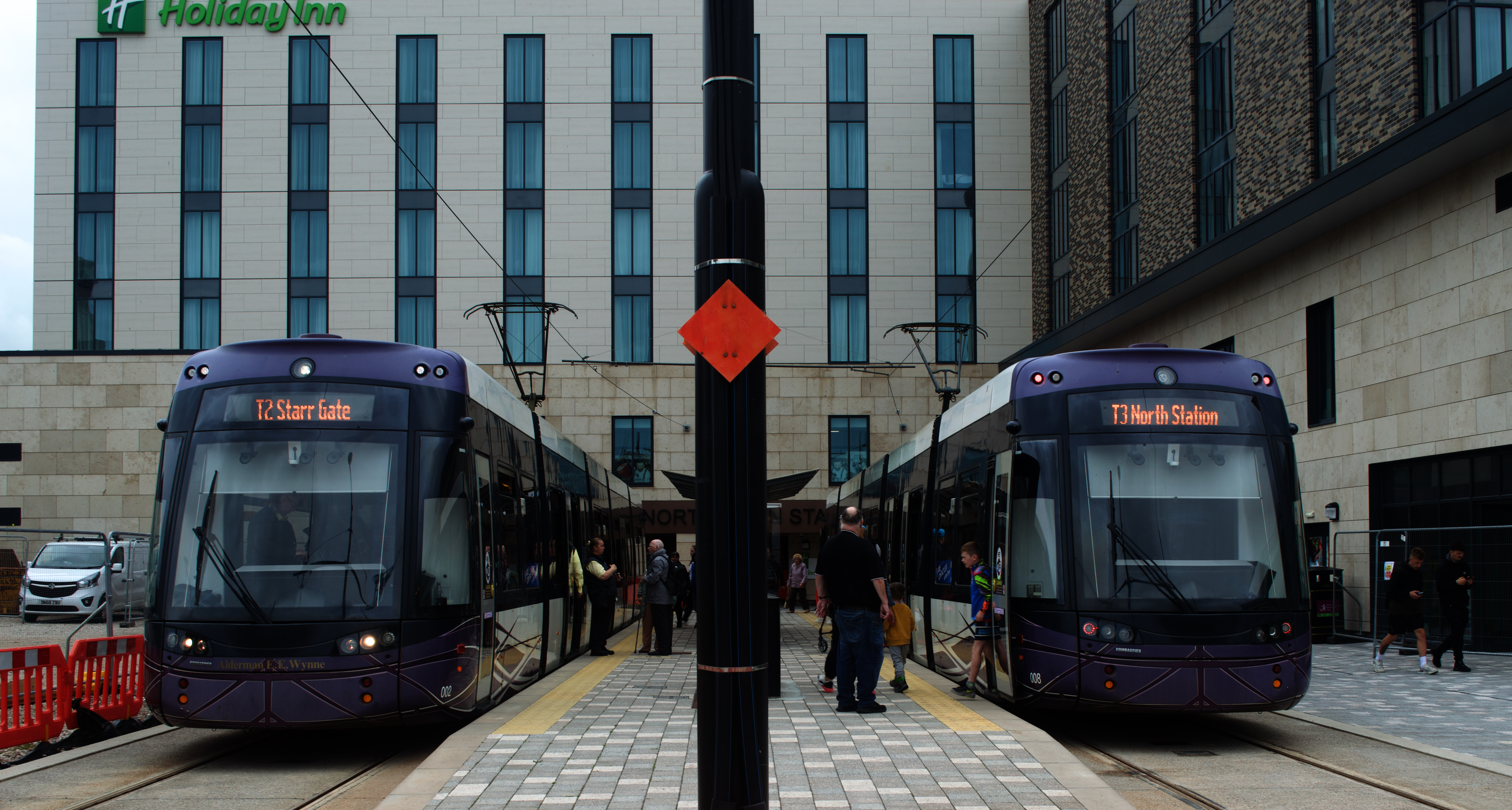
Trams